# Isère (departma)
Isère (frankoprovansalsko Isera, okcitansko Isèra, oznaka 38) je francoski departma, imenovan po reki Isère, ki teče skozenj. Nahaja se v regiji Rona-Alpe.

## Zgodovina
Departma je bil ustanovljen v času francoske revolucije 4. marca 1790 iz dela nekdanje province Dauphiné.

## Geografija
Isère leži v osrednjem delu regije Rona-Alpe. Na zahodu meji na departmaja Drôme in Ardèche, na severu na departmaje Loaro, Rono in Ain, na vzhodu na departma Savojo, na jugu pa na departma regije Provansa-Alpe-Azurna obala Hautes-Alpes.
Najvišja točka departmaja je 3.987 m visoki vrh La Meije. Na zahodu prevladuje planota Vercors Plateau.